# 佐々木忠義
佐々木 忠義（ささき ただよし、1910年5月1日 - 1983年10月11日） は、日本の海洋物理学者。元東京水産大学学長。理化学研究所名誉研究員。正三位勲二等旭日重光章。

## 経歴
1910年、広島県生まれ。1935年、東京物理学校（現東京理科大学）卒業。1941年、北海道帝国大学理学部物理学科を卒業。
卒業後は、京城帝国大学予科講師となった。同年、同校教授に昇進。1944年より理化学研究所所員。戦後の1949年、理学博士号を取得。1953年に東京水産大学教授となり、理化学研究所主任研究員。1956年、文部省在外研究員としてパリ大学海洋研究所に派遣される。1960年に日仏海洋学会創立し、同会長となった。1962年日本海洋学会沿岸海洋研究部会事業部長。1968年海洋科学技術審議会委員。1971年、理化学研究所を退職して名誉研究員。1973年、東京水産大学学長となった。1975年、海洋開発審議会委員となる。1979年に東京水産大学を退官し、名誉教授となった。日中海洋・水産科学技術交流協会を創立し、同会会長を務めた。1983年、食道腫瘍のため癌研究会付属病院で死去。

## 受賞・栄典
- 1971年：レジオン・ドヌール勲章シュヴァリエ受章。
- 1981年：勲二等旭日重光章受章。
- 1983年：死後正三位を贈られた[1][2]。